# همسر جاکوب
همسر جیکوب (انگلیسی: Jakob's Wife) یک فیلم ترسناک آمریکایی است به کارگردانی تراویس یونس است. 
این فیلم در تاریخ ۱۷ مارس سال ۲۰۲۱ در آمریکا اکران شد و در ۱۶ آوریل سال ۲۰۲۱ در آمریکا به نمایش درآمد.